# Стоян Орманджиев
Стоян Орманджиев е български футболист, защитник и треньор по футбол. Роден е на 10 януари 1920 г. във Варна, починал на 10 октомври 2006 г. в София. Една от легендите на Локомотив (София).

## Състезателна кариера
На 15-годишна възраст през 1935 г. дебютира за Радецки (Варна), след което преминава във Владислав (Варна). Със зелено-белите е двукратен вицешампион в Националната дивизия през 1937/38 и 1938/39. През 1941 г. преминава в Локомотив (София), където играе до 1949 г. Изявява се на поста десен бек, с фланелка номер 2. Има 168 мача и 11 гола в първенството (112 мача с 6 гола за Локомотив и 56 мача с 5 гола за Владислав). Шампион на България (1945) и носител на купата на страната (1945, 1948) с Локомотив. През 1948 г. печели 2-ро място в анкетата за Футболист № 1 на България. Има 20 срещи за А националния отбор, като в 5 от тях е бил капитан и 1 среща за Б националния отбор. Отличава се с добрия си отскок, играта с глава и спортсменското си поведение на терена. На 29-годишна възраст е принуден да се откаже от активната си състезателна кариера.

## Треньорска кариера
Завършва треньорска школа в СССР през 1948 г. През есента на 1949 година е треньор на Локомотив (София) в Софийския квлалификационен турнир за влизане в А група. Треньор на националния отбор по футбол на игрите в ОП-Хелзинки-1952, ОП-Мелбърн-1956 и в ОП-Рим-1960. На игрите в Мелбърн-1956 отбора печели бронзовите медали. Държи рекорда от 76 мача, в които е водил А националния отбор, в които е постигнал 30 победи, 20 равенства и 26 загуби (1950 – 1977 с прекъсвания). Старши треньор на ЦСКА в периода 1965 – 1970 г. с който има две титли (1966, 1969) и две купи на Съветската армия (1969). През 1967 г. достига до полуфинал в КЕШ срещу Интер (Италия) с отбора на ЦСКА. Треньор на Алпине (Австрия) през 1979 г. Бил е в редица ръководства на БФФ и съюзен треньор към федерацията. „Заслужил треньор“ от 1959 г., „заслужил майстор на спорта“ от 1960 г., „заслужил деятел на физкултурата“. Един от най-авторитетните треньори в българския футбол, опитен стратег и педагог. През март 2005 г. Стоян Орманджиев получава почетен знак от Българския футболен съюз по случай 85-годишнината си.

## Други дейности
- От името на България през 1953 г. в Женева подписва протокола за учредяването на УЕФА.
- Организатор и учредител на първата държавна треньорска школа по футбол.